# El caballero inexistente
El caballero inexistente (en italiano, Il cavaliere inesistente) es una novela del escritor italiano Italo Calvino, publicada en 1959 en la colección «I coralli» de Giulio Einaudi Editore. En castellano fue publicada por primera vez en 1961, en la colección «Anaquel» de la Compañía General Fabril Editora, con traducción de Oscar Eduardo Bazán. Más tarde aparecieron nuevas traducciones, como la de Esther Benítez en 1989 para Ediciones Siruela.
Este es el tercer libro de la trilogía Nuestros antepasados, conformada además por las novelas El vizconde demediado (1952) y El barón rampante (1957).

## Trama

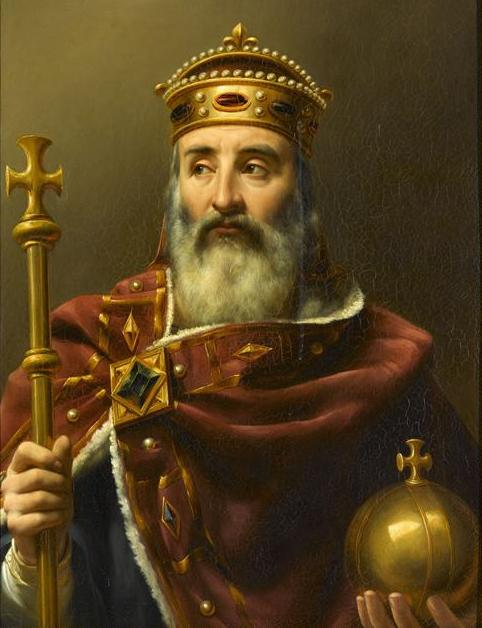
Carlomagno, líder de los paladines de Francia.

Agilulfo es el mejor campeón de Carlo Magno. Noble y fiel al deber, en realidad no es más que una armadura vacía, sostenida por su única voluntad de ser y, por lo tanto, nunca puede abandonar su «conciencia del ser»: si esto sucediera, dejaría de existir. 
Durante una marcha con el ejército, Carlomagno entrega un escudero para Agilulfo, Gurdulù, un hombre «que existe, pero no sabe que está allí», que acompañará al caballero en sus aventuras. En una noche, Agilulfo también se encuentra con Rambaldo, un joven caballero del ejército de Carlomagno para vengar la muerte de su padre. Rambaldo se enamora de Bradamante, también paladín, pero se enamora de Agilulfo, en quien ve encarnado el ideal del caballero perfecto. 
Una noche, el caballero Torrismondo, molesto por la fría perfección de Agilulfo, arroja dudas sobre la legitimidad de su caballería, afirmando que Sophronia, la princesa rescatada por los bandidos de convertirse en caballero, era solo un sirviente de los Caballeros del Santo Grial. Luego el caballero se ve obligado a irse, acompañado por Gurdulù, en busca de Sofronia, el único capaz de demostrar la regularidad de su investidura. El paladín Bradamante intenta seguirlo, a su vez perseguido por Rambaldo. También Torrismondo decide irse, disgustado por la degradación del ejército de Carlomagno, para encontrar a los Caballeros del Santo Grial, con quienes ha crecido y los únicos considerados por él dignos de estima y respeto, de los cuales, sin embargo, se sentirán decepcionados a su vez. 
Después de varias aventuras para todos los buscadores, Agilulfo encuentra a Sofronia en Marruecos, en el palacio del sultán. Poder llevarla lejos de allí, la lleva a donde tendrá que encontrarse con Carlomagno y esconderla, por la noche, en una cueva. Aquí, sin embargo, Torrismondo la encuentra, quien se la lleva con él después de haberse enamorado de ella, por lo que Agilulfo, incapaz de demostrar su razón de ser un caballero, deja de existir. Bradamante, debido a la desesperación de haber perdido a su amado, se retira a un convento del que Rambaldo se lo llevará. Este último, vestido con la armadura blanca de Agilulfo, finalmente logra ganarse el amor de Bradamante.

## Adaptación al cine
En 30 de diciembre de 1969 se estrenó la película Il cavaliere inesistente, del director Pino Zac. El guion adaptado a partir de la novela fue escrito por el propio Zac y Tommaso Chiaretti.